# Liste der Kulturdenkmäler in Frankfurt-Frankfurter Berg
In der Liste der Kulturdenkmäler in Frankfurt-Frankfurter Berg sind alle Kulturdenkmäler im Sinne des Hessischen Denkmalschutzgesetzes in Frankfurt-Frankfurter Berg, einem Stadtteil von Frankfurt am Main aufgelistet.
Grundlage ist die Denkmaltopographie aus dem Jahre 1994, die zuletzt 2000 durch einen Nachtragsband ergänzt wurde.

## Kulturdenkmäler in Frankfurt-Frankfurter Berg
| Bild           | Bezeichnung                        | Lage                                          | Beschreibung | Bauzeit         | Objekt-Nr. |
| -------------- | ---------------------------------- | --------------------------------------------- | --- | --------------- | ---------- |
| weitere Bilder | Bahnhof Frankfurt-Frankfurter Berg | LageFlur: 12, Flurstück: 120/43               | Neobarock | 19. Jahrhundert | 184022 DDB |
| weitere Bilder | evangelische Bethanienkirche       | Wickenweg 60d LageFlur: 15, Flurstück: 19/111 | Die evangelische Bethanienkirche im Frankfurter Stadtteil Frankfurter Berg ist der erste Kirchenneubau in Frankfurt am Main nach dem Zweiten Weltkrieg. | 1949            | 154667 DDB |